# 毛利広矩
毛利 広矩（もうり ひろのり）は、江戸時代中期の周防国徳山藩の世嗣。通称は数馬。

## 略歴
5代藩主・毛利広豊の長男。
徳山藩嫡子として育ち、寛延2年（1749年）徳川家重に拝謁する。しかし家督を相続することなく、宝暦7年（1757年）に早世した。代わって、次弟・広寛が嫡子となった。

## 系譜
- 父：毛利広豊（1709-1773）
- 母：不詳
- 兄弟姉妹
  - 長男：毛利広矩
  - 次男：毛利広寛（1735-1764） - 徳山藩6代藩主
  - 三男：三助 - 早世
  - 四男：松野助紑 - 初名：豊都、家臣・松野助能の養子
  - 五男：小笠原正良 - 初名：豊完、旗本・小笠原正衍の養子
  - 六男：毛利就盈（1739-1776） - 厚狭毛利家当主・毛利元連の養子
  - 七男：森豊嘉 - 家臣として森家を興した
  - 八男：豊明 - 石清水豊蔵坊孝山法弟
  - 九男：吉川経倫（1746-1803） - 初名：豊房、岩国領主・吉川経永の養子
  - 十男：毛利就馴（1750-1828） - 兄・広寛の跡を継ぎ、徳山藩7代藩主
  - 十一男：豊和 - 鳥羽寛直子分後、仏護寺天順附弟
  - 十二男：吉之助 - 早世
  - 十三男：豊正 - 奈古屋蔵人子分後、仏護寺大順附弟
  - 十四男：土方勝幼 - 初名:豊候、家臣・土方勝芳の養子
  - 十五男：大島義順 - 初名:豊敏、旗本・大島義苗の養子
  - 十六男：松之助 - 早世
  - 十七男：吉助 - 早世
  - 十八男：亀五郎 - 早世
  - 十九男：某 - 早世
  - 二十男：粟屋清平 - 奈古屋蔵人子分後、山口藩士粟屋清通の養子
  - 二十一男：笹川芳和 - 鳥羽寛直子分後、山口藩士笹川就猷の養子
  - 二十二男：熊吉 - 早世
  - 二十三男：又三郎 - 早世
  - 長女：吉子 - 早世
  - 次女：鶴槌子 - 早世
  - 三女：春子 - 早世
  - 四女：豊子 - 早世
  - 五女：秀子 - 早世
  - 六女：美代子 - 公家・八条隆輔室
  - 七女：利子 - 早世
  - 八女：久米子 - 吉田兼隆との縁談が決まるも嫁ぐ前に夭折
  - 九女：松子 - 旗本・花房職朝の養女
  - 十女：富子 - 早世
  - 十一女：源子 - 早世
  - 十二女：行子
  - 十三女：猪野子 - 早世
  - 十四女：要子 - 姉小路公聡室
  - 十五女：遊 - 交代寄合・平野長純継室
  - 十六女：好子 - 吉敷毛利家当主・毛利就兼正室
  - 十七女：吉子 - 早世
  - 十八女：鉄子 - 岡部利寛室
  - 十九女：澄子 - 早世
  - 二十女：武子 - 長州藩家老・福原就清継室
  - 二十一女：栄子 - 粟屋俊満室
  - 二十二女：多野子 - 早世
  - 二十三女：幾子 - 早世